# Pinus tabuliformis
Pinus tabuliformis (Сосна червона китайська, або Сосна олійна) — вид дерев роду сосна родини соснові.

## Опис
Сосна червона китайська є середнім вічнозеленим деревом 20–30 м заввишки, з плоскою вершиною крони. Темп зростання молодої рослини швидкий, але сповільнюється з віком. На сіро-коричневій корі тріщини з'являються в ранньому віці, в порівнянні з іншими видами. Крона дуже широка, зокрема, у зв'язку з довгою горизонтальною розгалуженістю.
Голчаті листки блискучого сіро-зеленого відтінку, 10–17 см завдовжки і 1,5 мм шириною, як правило, зібрані парами (по 2), але іноді по три на кінцях пагонів на молодих деревах. Шишки зелені, коричневі дозрівають близько 20 місяців після запилення, широкої яйцеподібної форми, 4–6 см завдовжки. Насіння 6–7 мм довжиною з крилами 15–20 мм, (насіваються вітром).

## Різноманіття
Розрізняють два різновиди:
- Pinus tabuliformis ssp. tabuliformis. Китай, за винятком провінції Ляонін. Найширша луска шишки до 15 мм шириною.
- Pinus tabuliformis ssp. mukdensis. Ляонін, Північна Корея. Найширший луска шишки понад 15 мм шириною.

## Поширення
Китай і Корея (Silba 1986). Тип різноманітність записаних з Китаю: Ганьсу, Хебей, Ляонін, Нінся, Пекін, Шаньси, Шеньси і var. з Китаю: Хунань, Хубей і Сичуань, при первинному розподілі в Даба-Шаню області Сичуань (Li, 1997).

## Використання і культивація
Деревина використовується для загальної конструкції. Балансування деревини створює певні смоли, які використовуються як штучні смакові добавки ванілі (ванілін). Смола також використовується для виготовлення скипидару і супутніх товарів, і використовується в медицині для лікування різних дихальних і внутрішніх хвороб, таких як нирки і розлади сечового міхура, ран і виразок. Кора є джерелом дубильних речовин. Лікарське використання хвої також має місце, бо містить натуральний інсектицид, а також є джерелом для фарби.
Це рідкісний у культурі за межами Китаю вид, який зростає лише в ботанічних садах.
Не менше двох особин цього виду зростає в Англії в ботанічному саду.